# Конран
Конран (англ. Conran; VII век) — епископ Оркнейский. Святой Католической церкви, память 14 февраля.
Святой Конран был апостолом и епископом островов Оркнейских (Orkney Islands). На этих островах, число которых 26, в былые годы было множество святых монастырей, главным из которых располагался в городе Керкуолл (Kirkwall), расположенном на острове Помония (Pomonia), ныне именуемом Мейнленд. Святой Конран был известен своими ревностью о Господе и благочестивостью. Его имя поминают в тех краях наряду с именами свв. Палладия и Сильвестра, принесших туда христианство.